# Теорема Коши — Пуанкаре
Теорема Коши — Пуанкаре является обобщением на случай многомерного комплексного пространства интегральной теоремы Коши. Была доказана А. Пуанкаре в 1886 г.

## Формулировка
Пусть {\displaystyle M} — комплексное многообразие (комплексной) размерности {\displaystyle n} и {\displaystyle \omega } — голоморфная форма степени {\displaystyle n} на этом многообразии. Тогда интеграл от {\displaystyle \omega } по границе любой {\displaystyle (n+1)} — мерной цепи {\displaystyle \sigma \subset M} равен нулю: {\displaystyle \int \limits _{d\sigma }\omega =0}

## Доказательство
В локальных координатах {\displaystyle (z,{\bar {z}})}, действующих в окрестности {\displaystyle U\subset M}, голоморфная форма имеет вид: {\displaystyle \omega =f(z)dz_{1}\wedge ...\wedge dz_{n}}, где {\displaystyle f} — голоморфная в {\displaystyle U} функция. В силу голоморфности {\displaystyle {\bar {\partial }}f=0} и, значит {\displaystyle df=\partial f=\sum _{\mu =1}^{n}{\frac {\partial f}{\partial z_{\mu }}}dz_{\mu }}; по свойствам внешнего произведения получаем, следовательно, что {\displaystyle d\omega =df\wedge dz_{1}\wedge ...\wedge dz_{n}=0}, то есть что форма {\displaystyle \omega } замкнута. В силу формулы Стокса, интеграл от замкнутой формы {\displaystyle \omega (d\omega =0)} по границе {\displaystyle \sigma =\partial \sigma ^{'}} равен нулю: {\displaystyle \int \limits _{\sigma }\omega =\int \limits _{\partial \sigma ^{'}}d\omega =0}. Поэтому мы заключаем, что интеграл {\displaystyle \int \limits _{d\sigma }\omega =0} равен нулю.